# António Maria de Melo da Silva César e Meneses
António Maria de Melo da Silva César e Meneses (Lisboa, 31 de Janeiro de 1743 — Lisboa, 4 de Junho de 1805), 7.º conde de S. Lourenço, 4.º conde e 1.º marquês de Sabugosa, foi um alto aristocrata, oficial general do Exército Português e membro do Conselho de Guerra, alcaide-mor de Elvas, alferes-mor do Reino e gentil-homem da rainha D. Maria I de Portugal.

## Biografia
Em consequência do falecimento de sua mãe, ocorrido em 23 de Junho de 1744, herdou a casa e o título, sendo o 7.º conde de São Lourenço. Recebeu depois o título de 4.º conde de Sabugosa.
Ingressou como cadete no Exército Português, fazendo uma carreira que o conduziu ao posto de general de Infantaria e membro do Conselho de Guerra.
Por decreto de 13 de Maio de 1804 foi feito 1.º marquês de Sabugosa.
Quando faleceu, a  4 de Junho de 1805, era grã-cruz da Ordem de Avis, comendador da Ordem de Cristo, alferes-mor de Portugal e gentil-homem da câmara da rainha D. Maria I.

## Dados genealógicos
Nasceu a 31 de Janeiro de 1743, filho de D. Ana de Melo da Silva, a 6.ª condessa de São Lourenço, e de seu marido João José Alberto de Noronha, 6.º conde de São Lourenço (jure uxoris), alcaide-mor de Elvas e alferes-mor do reino.
Casou em 1760 com D. Joaquina Josefa Benta Maria de Meneses ou D. Joaquina José Benta Maria de Menezes, nascida a 11 de julho de 1744, filha de Pedro José de Alcântara de Meneses, 4.º marquês de Marialva.
Teve:
- D. Ana Rosa (30 de agosto de 1761), condessa de Barbacena[2] pelo casamento com Luís António Furtado de Castro do Rio de Mendonça e Faro.
- D. Maria José (25 de julho de 1762 - 18 de abril de 1794), marquesa de Aya depois de viúva. tendo sido casada com D. João Manoel da Costa[2].
- José António de Melo da Silva César e Meneses, 2.º marquês de Sabugosa[4].
- Manuel José (15 de novembro de 1764), cónego patriarcal[4].
- D. Joaquina Maria (20 de setembro de 1765), condessa de Sampaio[4].
- D. Helena Gertrudes José de Melo (15 de novembro de 1766 - 13 de junho de 1787), que casou  em sua casa da sua família em Lisboa com Salvador Correia de Sá, 5º visconde de Asseca[5][6].
- João José (13 de outubro de 1767), cavaleiro da Ordem de São João de Jerusalém, oficial de cavalaria. Morreu deixando um filho natural[4].
- Pedro José (4 de novembro de 1768)[4].
- D. Mariana Delfina (26 de novembro de 1777), condessa de Soure[4].
- D. Isabel Fausta (19 de dezembro de 1778), condessa de São Vicente, casou uma 2.ª vez a 11 de novembro de 18136 com D. José Fernando Meneses Cabral Brito de Alarcão Freire de Andrade,com geração[4].
- D. Margarida Domingas José de Melo (Lisboa, Alcântara, 14 de Dezembro de 1779 - Sintra, Santa Maria e São Miguel, 31 de Outubro de 1820) que casou em Lisboa a 18 de Janeiro de 1797 com D. José Maria de Almada Castro e Noronha da Silveira Lobo, 1.º Conde de Carvalhais, com o qual teve oito filhos e filhas[7].
- D. Maria das Dores (30 de setembro de 1783), condessa de Barbacena[8].

Tendo enviuvado, casou com Ana Francisca de Sousa, filha do 5.º conde de Vila Flor e dama da rainha D. Maria I de Portugal, ela também já viúva de D. João de Melo Homem.
- D. Maria José (17 de outubro de 1793), condessa de Vila Flor[4] ao ter casado com 5 de Agosto de 1811 com o general António José de Sousa Manuel de Meneses. Deste casamento nasceria em 1813 o único filho, o qual viria, contudo, a falecer com apenas 15 meses de idade.
- António (), cadete de cavalaria[4].